# Фуллы
Фуллы (Фул, Фулла) (греческое: αἱ Φοῦλλοι) — раннесредневековый город на территории Крыма, упоминаемый в агиографических источниках, посвящённых Кириллу и Мефодию, а также Иоанну Готскому. Центр Фулльской епархии Константинопольского патриархата. Точное местонахождение города неизвестно. По одним данным, город мог располагаться на территории древнего приморского поселения, обнаруженного в окрестностях Коктебеля на холме Тепсень. Другие специалисты связывают Фуллы с пещерными городами Чуфут-Кале и Кыз-Кермен. Всего известно более 15 версий местонахождения города.

## История
Город впервые упоминается в сообщении о посольстве к тюркам византийского историка Менандра Протектора, датированном приблизительно 576—579 годами.
В «Житии Иоанна Готского» город назван местом заточения святого, который участвовал в восстании против хазар. Оттуда же его переправили морем в Амастриду. По легенде, в Фуллах Иоанн избавил от ран, покрывавших тело от ног до головы, дитя местного правителя.

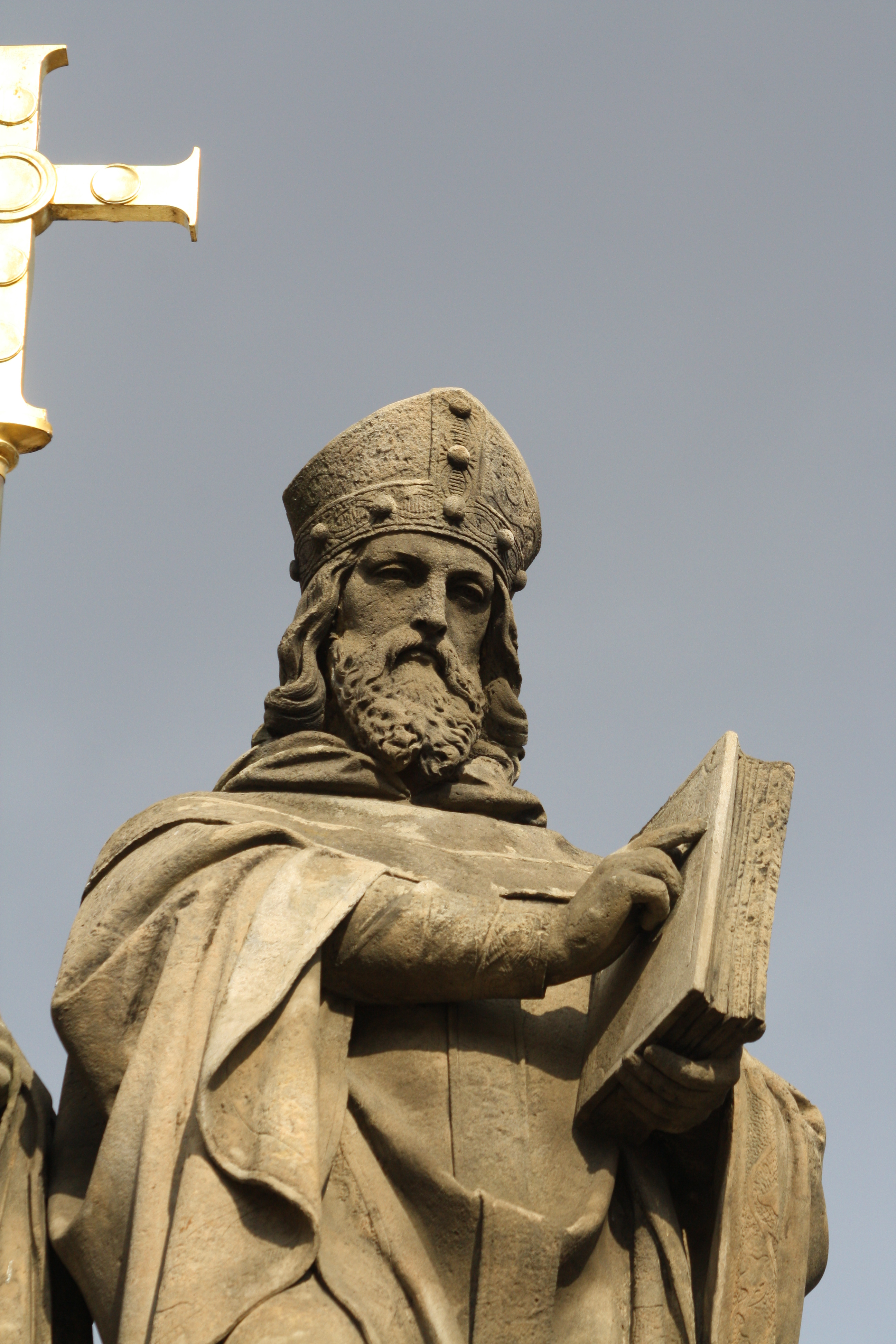
Кирилл Философ обратил жителей Фулл в христианство

С жителями города столкнулся и Кирилл Философ. Согласно агиографическим источникам, Кирилл, возвращаясь из хазарской столицы в Корсунь, попал в город Фуллы. Местные мужчины поклонялись большому дубу, ствол которого сросся с черешней. Женщин к нему не подпускали. Дерево называли мужским именем Александр. Кирилл начал укорять людей за поклонение дереву, поскольку многие местные жители уже были крещены, но не оставили веры предков. В «Житии Кирилла» сказано, что после проповеди старейшина города подошел к Евангелию и поцеловал его; за ним последовали и остальные. Судьба дерева оказалась печальной. По завершении проповеди Кирилл и другие люди срубили дуб секирой. До сих пор ведутся споры, кто населял город. Под фулльским народом иногда подразумевают гуннов или чёрных болгар, поскольку крымские готы, другие наиболее вероятные кандидаты, согласно сведениям о населении Крыма того периода, ко времени жизнеописания Кирилла уже давно обратились в христианство и вряд ли массово придерживались веры предков. По причине того, что в житии Кирилла под своим именем названы и хазары, также исследователи часто отметают версию, что в городе проживало хазарское население. В житии написано, что в Фуллах люди говорили на фулльском языке. В сочинении «Похвала святей Богородици», приписываемом Кириллу Философу, также есть свидетельства о фулльском народе, который перечисляется (наряду с другими крымскими народами: готами и скифами) в списке народов Европы, Азии и Африки, поклоняющихся Богородице.

### Фулльская епархия
В старинных источниках упоминается некое епископство охоциров у Фулов в составе Готской епархии. В начале X века в списке епархий византийской церкви появляется Фулльская епархия (в перечне Льва Философа она находится на 36 месте), которая затем была объединена с Сугдейской, а после, уже в качестве Сугдейско-Фулльской, и с Кафской епархией. В 1678 году Кафско-Фулльскую епархию снова реорганизовали и соединили с Готской, в результате чего появилась Готско-Кафская епархия, уже без упоминания Фулльской.

## Споры о местонахождении
Одним из первых историков, заинтересовавшихся местонахождением города, был шведский ученый Иоганн Тунманн. Он полагал, что Фуллы находились на месте Чуфут-Кале или же ранее так называлась столица княжества Феодоро Мангуп.

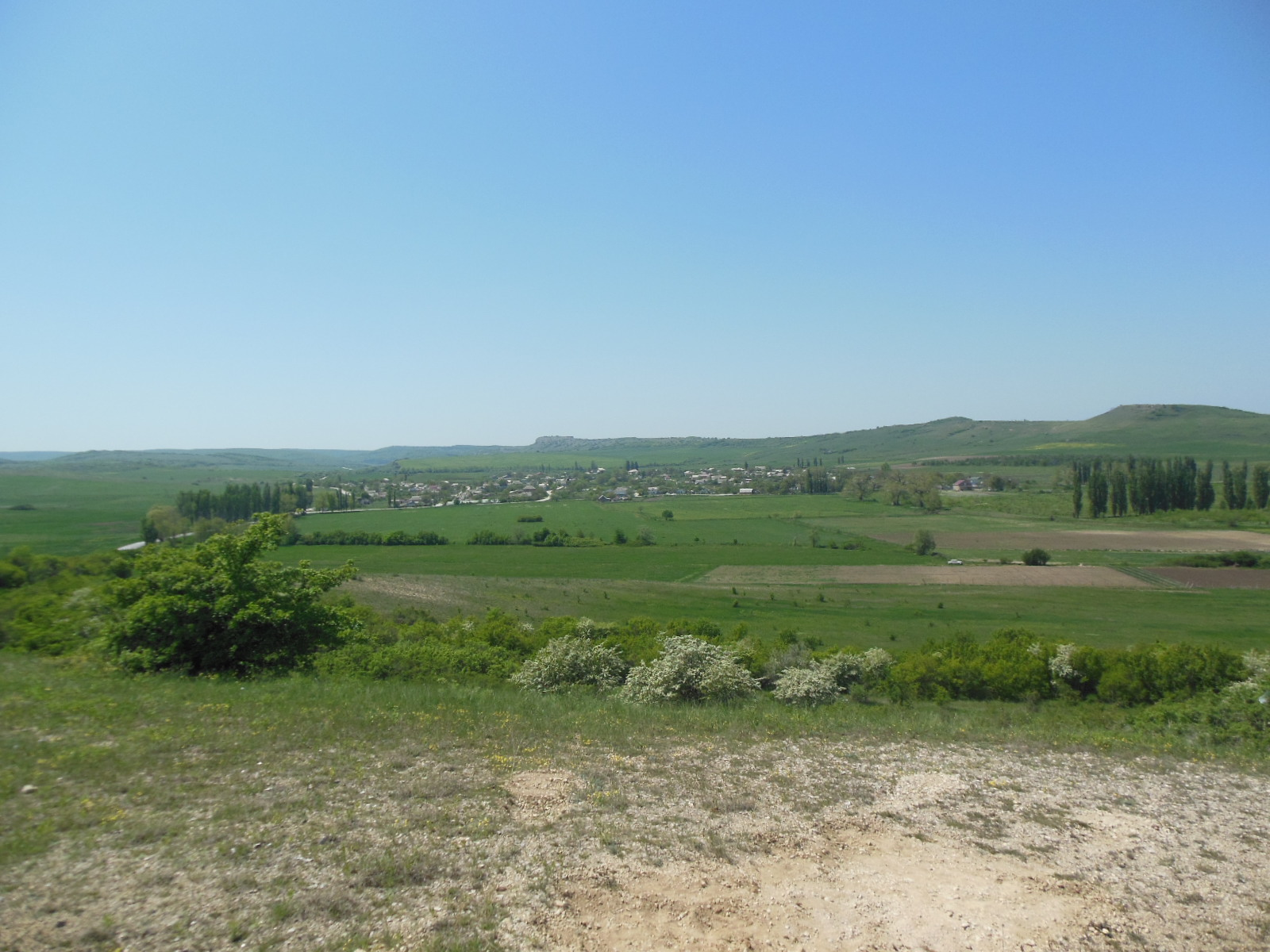
Посёлок Балки — одно из вероятных мест, где находились средневековые Фуллы

В российской науке этим вопросом заинтересовались уже в первой половине XIX века. Славист Пётр Кеппен считал, что Фуллы связаны с Рускофулей или Рускофиль-кале, как крымские татары называли древние постройки в районе нынешнего посёлка Береговое (Ялтинского городского округа). Анатолий Якобсон и Александр Бертье-Делагард называли наиболее вероятным местом, где находились Фуллы, — Чуфут-Кале. Александр Шапошников утверждал, что остатки Фулл можно найти на горе Тепе-Кермен, где действительно сохранились следы христианского города, существовавшего ещё в VI веке. Позднее широкое распространение получила версия, что город находился на холме Тепсень в Коктебеле. Подтверждением этому послужили многочисленные находки, обнаруженные на плато в период археологических раскопок в 1920-е и 1950-е годы. В частности, на Тепсени обнаружен фундамент трёхнефовой базилики, предположительно одной из самых больших на полуострове. Сторонниками этой теории являются видные специалисты: Р. А. Орбели, В. В. Кропоткин, М. И. Артамонов, В. В. Майко, А. И Айбабин. Украинский историк Валерий Бушаков в своей монографии также заявил, что Фулла располагалась рядом с Феодосией, но не в Коктебеле, а в Старом Крыму. Ещё ряд специалистов указывали на холм Фуил, между Ай-Тодором и Алупкой. По версии Эдуарда Чернова, Фуллы — это современный посёлок Балки (Каракуба). В своём исследовании он пишет, что город назывался Фул, а Фуллами его именовали потому, что поселение делилось на две части, точно так же посёлок Балки в своё время разделялся на мусульманскую и христианскую половины. В доказательство именно этого расположения города исследователь приводит данные 1778 года, согласно которым Каракуба была вторым, после Феодосии, по численности христианского греческого населения пунктом в Крыму, а по числу священников — первым. В своей работе он опирался на письменные источники, в которых указано о некоем епископстве хотзиров Готской епархии.
Всего насчитывается свыше 15 версий, где же на самом деле мог жить фульский народ, существует даже предположение, что в Крыму существовало несколько городов под названием Фул или Фуллы.